# Nati nel 1984/Aprile
| Questa pagina contiene informazioni ricavate automaticamente dalle voci biografiche con l'ausilio del template Bio e di un bot. L'aggiornamento è periodico e automatico e ricostruisce completamente la pagina. Se manca una persona in questa lista, sei pregato di non aggiungerla, ma accertati piuttosto che la sua voce biografica contenga il template Bio e che i dati anagrafici siano correttamente compilati. Se il template Bio manca, inseriscilo tu stesso o, in alternativa, metti l'avviso {{tmp\|Bio}} che ne segnala la mancanza. Se i dati riportati sono sbagliati, correggi direttamente la voce biografica; le modifiche saranno visibili in questa lista entro pochi giorni. Per chiarimenti vedi il progetto biografie. La lista contiene solo le 466 persone che sono citate nell'enciclopedia e per le quali è stato implementato correttamente il template Bio. Pagina aggiornata al 18 ago 2025. |

- 1º aprile - Kim Christensen, pesista danese
- 1º aprile - Jonas, ex calciatore brasiliano
- 1º aprile - Roksana Jordanova, ex cestista bulgara
- 1º aprile - Heino Kuhn, crickettista sudafricano
- 1º aprile - Martin Kuncl, calciatore ceco
- 1º aprile - Elena Lucchini, politica italiana
- 1º aprile - Alessandra Lucchino, schermitrice italiana
- 1º aprile - Gilberto Macena, calciatore brasiliano
- 1º aprile - Mohammed Malallah, ex calciatore emiratino
- 1º aprile - Éric Mouloungui, ex calciatore gabonese
- 1º aprile - Majed Nasser, calciatore emiratino
- 1º aprile - Abdoh Otaif, ex calciatore saudita
- 1º aprile - Craig Samson, allenatore di calcio e ex calciatore scozzese
- 1º aprile - Lukas Schenkel, ex calciatore svizzero
- 2 aprile - Assaf Al-Qarni, ex calciatore saudita
- 2 aprile - Engin Atsür, cestista turco
- 2 aprile - Nóra Barta, tuffatrice ungherese
- 2 aprile - Eirik Bertheussen, calciatore norvegese
- 2 aprile - Mattia Bianchi, ex hockeista su ghiaccio svizzero
- 2 aprile - Miloš Brezinský, calciatore slovacco
- 2 aprile - David Dalglish, scrittore statunitense
- 2 aprile - Bert De Backer, ex ciclista su strada belga
- 2 aprile - Alessio Figalli, matematico italiano
- 2 aprile - Saulius Klevinskas, ex calciatore lituano
- 2 aprile - Nicolas Lapierre, ex pilota automobilistico francese
- 2 aprile - Germán Lauro, pesista e discobolo argentino
- 2 aprile - Antero Lehto, ex cestista finlandese
- 2 aprile - Jérémy Morel, ex calciatore malgascio
- 2 aprile - Miguel Ángel Moyà, ex calciatore spagnolo
- 2 aprile - Rustem Muchametšin, ex calciatore russo
- 2 aprile - Deep Sidhu, attore cinematografico indiano († 2022)
- 2 aprile - Aleksi Sihvonen, cantante finlandese
- 2 aprile - Andrew Skeen, rugbista a 15 britannico
- 2 aprile - Hassan Sunny, calciatore singaporiano
- 3 aprile - Ismaël Alassane, calciatore nigerino
- 3 aprile - José Basanta, ex calciatore argentino
- 3 aprile - Jonathan Blondel, ex calciatore belga
- 3 aprile - Selina Gasparin, biatleta e fondista svizzera
- 3 aprile - Nora Illi, predicatrice, attivista e blogger svizzera († 2020)
- 3 aprile - Bekir İrtegün, ex calciatore turco
- 3 aprile - Willy Laurence, calciatore francese
- 3 aprile - Maxi López, ex calciatore argentino
- 3 aprile - Jimmy Mulisa, allenatore di calcio e ex calciatore ruandese
- 3 aprile - Ildikó Mîrne-Nagy, cestista rumena
- 3 aprile - Daniela Müller, ex sciatrice alpina austriaca
- 3 aprile - Hannah Neumann, politica e politologa tedesca
- 3 aprile - Łukasz Perłowski, pallavolista polacco
- 3 aprile - Josh e Benny Safdie, regista e sceneggiatore statunitense
- 3 aprile - Leonardo Zileri, giocatore di baseball italiano
- 4 aprile - John Bowler, ex cestista e allenatore di pallacanestro statunitense
- 4 aprile - Charles Dias de Oliveira, ex calciatore brasiliano
- 4 aprile - Ryan Dingle, hockeista su ghiaccio statunitense
- 4 aprile - Mahamat Déby Itno, generale e politico ciadiano
- 4 aprile - Álexander Escobar, calciatore salvadoregno
- 4 aprile - Il'ja Frolov, pentatleta russo
- 4 aprile - Augustin Hadelich, violinista italiano
- 4 aprile - Tada Keelalay, ex calciatore thailandese
- 4 aprile - Thomas Löfkvist, dirigente sportivo e ex ciclista su strada svedese
- 4 aprile - Sean May, ex cestista, allenatore di pallacanestro e dirigente sportivo statunitense
- 4 aprile - Andrea Milroy, modella venezuelana
- 4 aprile - Shawn Roberts, attore canadese
- 4 aprile - Store P, rapper norvegese
- 4 aprile - Anja Stadlober, attrice, doppiatrice e conduttrice radiofonica austriaca
- 4 aprile - Arkadij Vjatčanin, ex nuotatore russo
- 4 aprile - Gilson do Amaral, ex calciatore brasiliano
- 5 aprile - Marshall Allman, attore statunitense
- 5 aprile - Aram Mp3, cantautore, comico e showman armeno
- 5 aprile - Rune Brattsveen, ex biatleta norvegese
- 5 aprile - Rodney Carney, ex cestista statunitense
- 5 aprile - Maartje Goderie, hockeista su prato olandese
- 5 aprile - Vereniki Goneva, rugbista a 15 figiano
- 5 aprile - Darija Jurak, ex tennista croata
- 5 aprile - Dejan Kelhar, ex calciatore sloveno
- 5 aprile - Dmitrij Kozončuk, ex ciclista su strada russo
- 5 aprile - Ondřej Kušnír, calciatore ceco
- 5 aprile - Peter Penz, ex slittinista austriaco
- 5 aprile - Cristian Săpunaru, calciatore rumeno
- 5 aprile - Ilgiz Tantashev, arbitro di calcio uzbeko
- 5 aprile - Fabio Vitaioli, calciatore sammarinese
- 5 aprile - Shin Min-a, attrice e ex modella sudcoreana
- 5 aprile - Kishō Yano, calciatore giapponese
- 6 aprile - Abdulwahab Al Safi, calciatore bahreinita
- 6 aprile - Carlo Allais, sciatore nautico italiano
- 6 aprile - Jacob Chesari, maratoneta e mezzofondista keniota
- 6 aprile - Mads Christensen, ex ciclista su strada e pistard danese
- 6 aprile - Michaël Ciani, allenatore di calcio e ex calciatore francese
- 6 aprile - Siboniso Gaxa, ex calciatore sudafricano
- 6 aprile - Lamont Hamilton, ex cestista statunitense
- 6 aprile - Sekonaia Kalou, rugbista a 15 figiano
- 6 aprile - Diana Matheson, ex calciatrice canadese
- 6 aprile - Santiago Morandi, ex calciatore uruguaiano
- 6 aprile - Pep Ortega, cestista spagnolo
- 6 aprile - Vaidotas Pridotkas, ex cestista lituano
- 6 aprile - Nicolás Vikonis, ex calciatore uruguaiano
- 6 aprile - Atsuya Ōta, cestista giapponese
- 6 aprile - Ante Šarić, scacchista croato
- 6 aprile - Giedrius Žibėnas, allenatore di pallacanestro lituano
- 7 aprile - Belly, rapper, cantautore e produttore discografico palestinese
- 7 aprile - Norman D. Golden II, attore statunitense
- 7 aprile - Renat Janbaev, ex calciatore russo
- 7 aprile - Gorka Larrea, ex calciatore spagnolo
- 7 aprile - Akiko Sudo, ex calciatrice giapponese
- 7 aprile - Courtney Taylor, ex giocatore di football americano statunitense
- 7 aprile - Reyshawn Terry, cestista statunitense
- 7 aprile - Shin'ichirō Ueda, regista giapponese
- 7 aprile - Ladislav Volešák, calciatore ceco
- 8 aprile - Rossella Aprea, costumista italiana
- 8 aprile - Matt Bassuener, ex giocatore di football americano statunitense
- 8 aprile - Jean-Marc Bideau, ex ciclista su strada francese
- 8 aprile - Michelle Donelan, politica britannica
- 8 aprile - Austin Ejide, ex calciatore nigeriano
- 8 aprile - Patricia Elorza, pallamanista spagnola
- 8 aprile - Carlos Gallardo, ex calciatore guatemalteco
- 8 aprile - Laura Hecquet, ballerina francese
- 8 aprile - Ezra Koenig, cantante e musicista statunitense
- 8 aprile - Arnaud Kouyo, ex calciatore ivoriano
- 8 aprile - Lucia Pietrelli, scrittrice, poetessa e traduttrice italiana
- 8 aprile - Roy Schuening, giocatore di football americano statunitense
- 8 aprile - Taran Noah Smith, attore statunitense
- 8 aprile - Kirsten Storms, attrice statunitense
- 8 aprile - Nemanja Tubić, ex calciatore serbo
- 9 aprile - Predrag Bojić, calciatore australiano
- 9 aprile - Marta Cammilletti, schermitrice italiana
- 9 aprile - Linda Chung, cantante e attrice canadese
- 9 aprile - Habiba Ghribi, mezzofondista e siepista tunisina
- 9 aprile - Gilvan Gomes Vieira, ex calciatore brasiliano
- 9 aprile - Giannīs Iōannou, ex calciatore greco
- 9 aprile - Massimo Loviso, ex calciatore e allenatore di calcio italiano
- 9 aprile - Lili Mirojnick, attrice statunitense
- 9 aprile - Benjamin Onwuachi, ex calciatore nigeriano
- 9 aprile - Dalila Rugama, giavellottista nicaraguense
- 9 aprile - David Svensson, ex calciatore svedese
- 9 aprile - Claire Vaye Watkins, scrittrice statunitense
- 9 aprile - Yamileska Yantín, pallavolista portoricana
- 10 aprile - Monia Baccaille, ex ciclista su strada e pistard italiana
- 10 aprile - Fred Benson, ex calciatore olandese
- 10 aprile - Cara DeLizia, attrice statunitense
- 10 aprile - Carolyn Ganes, ex cestista canadese
- 10 aprile - Geílson de Carvalho Soares, ex calciatore brasiliano
- 10 aprile - Alexander Hoad, ex giocatore di football americano britannico
- 10 aprile - Ivan Johnson, ex cestista statunitense
- 10 aprile - Giorgi K'ek'elidze, poeta e scrittore georgiano
- 10 aprile - Abdelaziz Kamara, ex calciatore mauritano
- 10 aprile - Billy Kay, attore statunitense
- 10 aprile - Sibylle Klemm, schermitrice tedesca
- 10 aprile - Rui Machado, allenatore di tennis e ex tennista portoghese
- 10 aprile - Dušan Mileusnić, ex calciatore serbo
- 10 aprile - Mandy Moore, cantautrice e attrice statunitense
- 10 aprile - Essa Obaid, calciatore emiratino
- 10 aprile - Laurent Obertone, scrittore e giornalista francese
- 10 aprile - David Obua, ex calciatore ugandese
- 10 aprile - Ryū Okada, ex calciatore giapponese
- 10 aprile - Patricia Osyczka, schermitrice tedesca
- 10 aprile - Damien Perquis, ex calciatore francese
- 10 aprile - Brooke Queenan, ex cestista statunitense
- 10 aprile - Däwren Qusaýınov, calciatore kazako
- 10 aprile - Gonzalo Javier Rodríguez, ex calciatore argentino
- 10 aprile - Reika Sakai, giocatrice di bowling giapponese
- 10 aprile - Ana Soklič, cantante e compositrice slovena
- 10 aprile - Lucy Lee, ex attrice pornografica ceca
- 10 aprile - Sanne Vogel, attrice, scrittrice e regista teatrale olandese
- 10 aprile - Alexis Zywiecki, ex calciatore francese
- 10 aprile - Carlos Adriano de Jesus Soares, calciatore brasiliano († 2007)
- 10 aprile - Dons, cantante lettone
- 11 aprile - Silvia Avallone, scrittrice, poetessa e giornalista italiana
- 11 aprile - Hernán Barcos, calciatore argentino
- 11 aprile - Colin Clark, calciatore statunitense († 2019)
- 11 aprile - Kern Cupid, ex calciatore trinidadiano
- 11 aprile - Brice Etès, ex mezzofondista monegasco
- 11 aprile - Kelli Garner, attrice statunitense
- 11 aprile - Nikola Karabatić, ex pallamanista francese
- 11 aprile - Kim Song-guk, pugile nordcoreano
- 11 aprile - Žan Košir, snowboarder sloveno
- 11 aprile - Ildar Magdeev, ex calciatore uzbeko
- 11 aprile - Shilpa Rao, cantante indiana
- 11 aprile - Sébastien Turgot, ex ciclista su strada e ex pistard francese
- 11 aprile - Lawson Vaughn, ex calciatore statunitense
- 11 aprile - Luka Vučko, ex calciatore croato
- 12 aprile - Julija Balykina, velocista bielorussa († 2015)
- 12 aprile - Emma Bejanyan, cantante armena
- 12 aprile - Aleksej Dmitrik, altista russo
- 12 aprile - Prince Efe Ehiorobo, ex calciatore nigeriano
- 12 aprile - Kevin Geyson, tuffatore e modello canadese
- 12 aprile - Joseph Hoeflich, calciatore samoano
- 12 aprile - Aleksandrs Jerofejevs, hockeista su ghiaccio lettone
- 12 aprile - Vitalij Kovalenko, cestista ucraino
- 12 aprile - Garrett Neff, modello statunitense
- 12 aprile - Kevin Pauwels, ex ciclocrossista, ciclista su strada e mountain biker belga
- 12 aprile - Brittany Reinbolt, bobbista e ex giocatrice di football americano statunitense
- 12 aprile - Sławosz Uznański-Wiśniewski, ingegnere e astronauta polacco
- 12 aprile - Alessandro Venturella, bassista e chitarrista britannico
- 12 aprile - Alayça Öztürk, attrice turca
- 13 aprile - Jarmo Ahjupera, calciatore estone
- 13 aprile - Wojciech Barycz, ex cestista polacco
- 13 aprile - Basia Bulat, cantautrice canadese
- 13 aprile - Torsten Eckbrett, canoista tedesco
- 13 aprile - Anders Lindegaard, ex calciatore danese
- 13 aprile - Hiro Mizushima, attore, scrittore e modello giapponese
- 13 aprile - Matthew Needham, attore britannico
- 13 aprile - Katarina Ristić, ex cestista slovena
- 13 aprile - Liesbet Sommen, politica belga
- 13 aprile - Julia Stone, cantautrice e polistrumentista australiana
- 13 aprile - Stefan Wessels, ex cestista e dirigente sportivo olandese
- 14 aprile - Marco Caligiuri, ex calciatore tedesco
- 14 aprile - Charles Hamelin, pattinatore di short track canadese
- 14 aprile - Harumafuji Kōhei, lottatore di sumo mongolo
- 14 aprile - Walter Montillo, ex calciatore argentino
- 14 aprile - Laura Nargi, politica italiana
- 14 aprile - Luca Pairetto, arbitro di calcio italiano
- 14 aprile - Kristina Rose, attrice pornografica statunitense
- 14 aprile - Tyler Thigpen, ex giocatore di football americano statunitense
- 14 aprile - Craig Winder, ex cestista statunitense
- 15 aprile - Sjoerd Ars, ex calciatore olandese
- 15 aprile - Chen Qi, tennistavolista cinese
- 15 aprile - Antonio Cromartie, giocatore di football americano statunitense
- 15 aprile - Jymmy Dougllas França, ex calciatore brasiliano
- 15 aprile - Benjamin Gorka, ex calciatore tedesco
- 15 aprile - Kanako Hirai, ex pallavolista giapponese
- 15 aprile - Guor Maker, maratoneta sudsudanese
- 15 aprile - Chrīstos Mingkas, calciatore greco
- 15 aprile - Valery Nahayo, ex calciatore burundese
- 15 aprile - Daniel Paille, ex hockeista su ghiaccio canadese
- 15 aprile - Dajana Roncione, attrice italiana
- 16 aprile - Jaiden Abbott, calciatore anguillano
- 16 aprile - Darryl Duffy, calciatore scozzese
- 16 aprile - Romain Feillu, ex ciclista su strada francese
- 16 aprile - Claire Foy, attrice britannica
- 16 aprile - Christian Frattima, direttore d'orchestra, direttore di coro e direttore artistico italiano
- 16 aprile - Johnathan Joseph, ex giocatore di football americano statunitense
- 16 aprile - Petros Kanakoudīs, ex calciatore greco
- 16 aprile - Paweł Kieszek, calciatore polacco
- 16 aprile - Kanako Konno, pallavolista giapponese
- 16 aprile - Mourad Meghni, ex calciatore francese
- 16 aprile - Martina Parisse, politica italiana
- 16 aprile - Alexandru Sirițeanu, schermidore rumeno
- 16 aprile - Kerron Stewart, velocista giamaicana
- 16 aprile - Julian Terrell, allenatore di pallacanestro e ex cestista statunitense
- 17 aprile - Pablo Sebastián Álvarez, ex calciatore argentino
- 17 aprile - Siyar Bahadurzada, artista marziale misto afghano
- 17 aprile - Ryan Bell, ex cestista canadese
- 17 aprile - Francis Crippen, nuotatore statunitense († 2010)
- 17 aprile - Matt Cunneen, ex calciatore olandese
- 17 aprile - Rosanna Davison, modella e attrice irlandese
- 17 aprile - Rebecca Dayan, attrice e modella francese
- 17 aprile - Gaoussou Fofana, calciatore ivoriano
- 17 aprile - Marcin Komorowski, ex calciatore polacco
- 17 aprile - Zsuzsanna Laky, modella ungherese
- 17 aprile - Mathieu Lemoine, cavaliere francese
- 17 aprile - Jed Lowrie, giocatore di baseball statunitense
- 17 aprile - Il'ja Mokrecov, schermidore russo
- 17 aprile - Yūki Ōkubo, ex calciatore giapponese
- 17 aprile - Raffaele Palladino, allenatore di calcio e ex calciatore italiano
- 17 aprile - Steven Pruitt, funzionario statunitense
- 17 aprile - Matteo Rauzino, pallanuotista italiano
- 17 aprile - Kevin Tiggs, ex cestista statunitense
- 17 aprile - C.J. Watson, ex cestista statunitense
- 17 aprile - Paul-Henri de Le Rue, ex snowboarder francese
- 18 aprile - Franklin April, calciatore namibiano († 2015)
- 18 aprile - Red Bryant, ex giocatore di football americano statunitense
- 18 aprile - Chuck Davis, ex cestista statunitense
- 18 aprile - America Ferrera, attrice, doppiatrice e regista statunitense
- 18 aprile - Michaela Hasalíková, pallavolista ceca
- 18 aprile - Ikechukwu Kalu, ex calciatore nigeriano
- 18 aprile - Felix Katongo, calciatore zambiano
- 18 aprile - Manuel Machata, ex bobbista tedesco
- 18 aprile - James Marten, ex giocatore di football americano statunitense
- 18 aprile - Diogo Jefferson Mendes de Melo, ex calciatore brasiliano
- 18 aprile - Ondřej Němec, hockeista su ghiaccio ceco
- 18 aprile - Giovanni Rossi, ex calciatore italiano
- 18 aprile - Maicon Santos, ex calciatore brasiliano
- 18 aprile - Aman Wote, ex mezzofondista etiope
- 19 aprile - Valentina Aniballi, discobola italiana
- 19 aprile - Marco Biagianti, allenatore di calcio, dirigente sportivo e ex calciatore italiano
- 19 aprile - Willy Chinyama, ex calciatore zambiano
- 19 aprile - Kelen Coleman, attrice statunitense
- 19 aprile - Chris Daniels, cestista statunitense
- 19 aprile - Andrea Di Maria, attore italiano
- 19 aprile - Nicola Jackson, nuotatrice britannica
- 19 aprile - Lee Da-hae, attrice sudcoreana
- 19 aprile - Matti Lehikoinen, ex mountain biker finlandese
- 19 aprile - Martin Marić, discobolo croato
- 19 aprile - Evgenij Savin, telecronista sportivo e ex calciatore russo
- 19 aprile - Yao Junior Sènaya, ex calciatore togolese
- 19 aprile - Brad Spence, ex sciatore alpino canadese
- 19 aprile - Dmitrij Trunenkov, bobbista russo
- 20 aprile - Sophia Amoruso, imprenditrice e scrittrice statunitense
- 20 aprile - Quincy Antipas, ex calciatore zimbabwese
- 20 aprile - Garett Bischoff, wrestler statunitense
- 20 aprile - John Jairo Castillo, ex calciatore colombiano
- 20 aprile - Arman Chilmanov, taekwondoka kazako
- 20 aprile - Nelson Évora, triplista e lunghista capoverdiano
- 20 aprile - Anthony Fasano, giocatore di football americano statunitense
- 20 aprile - Dominick Kumbela, ex calciatore della Repubblica Democratica del Congo
- 20 aprile - Bárbara Lennie, attrice spagnola
- 20 aprile - Jordan Malone, pattinatore di short track statunitense
- 20 aprile - Maykon, ex calciatore brasiliano
- 20 aprile - Ángel Mullera, siepista spagnolo
- 20 aprile - Emanuele Nicolini, ex nuotatore sammarinese
- 20 aprile - Edixon Perea, ex calciatore colombiano
- 20 aprile - Leen van Steensel, ex calciatore olandese
- 20 aprile - Siwarak Tedsungnoen, calciatore thailandese
- 20 aprile - Miloš Volešák, ex calciatore slovacco
- 20 aprile - Mathias Wölfl, ex sciatore alpino e sciatore freestyle tedesco
- 20 aprile - Mihovil Španja, nuotatore croato
- 21 aprile - Federico Bolzonella, ex cestista italiano
- 21 aprile - Francesco Costa, giornalista, blogger e saggista italiano
- 21 aprile - Jennifer Dahlgren, martellista argentina
- 21 aprile - Ahmed Dhabaan, calciatore yemenita
- 21 aprile - Alberto Edjogo-Owono, ex calciatore spagnolo
- 21 aprile - Daniel Horton, ex cestista statunitense
- 21 aprile - Andrej Ivanov, cestista russo
- 21 aprile - Kim Ho-chang, attore sudcoreano
- 21 aprile - Cristóbal Márquez Crespo, calciatore spagnolo
- 21 aprile - Giacomo Sereni, cestista italiano
- 21 aprile - Michael Tinsley, ostacolista statunitense
- 21 aprile - Marie-Ernestine Worch, attrice tedesca
- 21 aprile - Mauricio Zenteno, calciatore cileno
- 22 aprile - Hamad Rakea Al Anezi, calciatore bahreinita
- 22 aprile - Benjamín Amadeo, attore, cantante e musicista argentino
- 22 aprile - Amelle Berrabah, cantante britannica
- 22 aprile - Rolando Bogado, ex calciatore paraguaiano
- 22 aprile - Pamela Camassa, modella e showgirl italiana
- 22 aprile - Nenad Delić, cestista croato
- 22 aprile - Marco Gonçalves, ex cestista portoghese
- 22 aprile - Ryan McBean, giocatore di football americano giamaicano
- 22 aprile - Diego Penny, calciatore peruviano
- 22 aprile - Léonore Perrus, schermitrice francese
- 22 aprile - Marius Prekevičius, allenatore di pallacanestro e ex cestista lituano
- 22 aprile - Michelle Ryan, attrice britannica
- 22 aprile - Pekka Sihvola, ex calciatore e ex giocatore di calcio a 5 finlandese
- 22 aprile - Nikoleta Stefanova, tennistavolista bulgara
- 22 aprile - Trent Strickland, ex cestista statunitense
- 22 aprile - Yūji Taniguchi, ex giocatore di football americano giapponese
- 22 aprile - Dwayne Thomas, calciatore americo-verginiano
- 22 aprile - Wellington Paulista, ex calciatore brasiliano
- 23 aprile - Adnan Al Hafez, ex calciatore siriano
- 23 aprile - Matteo Baiocco, pilota motociclistico italiano
- 23 aprile - Daniel Bamberg, ex calciatore brasiliano
- 23 aprile - Karla Colón, pallavolista portoricana
- 23 aprile - Ross Ford, ex rugbista a 15 britannico
- 23 aprile - Eliza G, cantautrice italiana
- 23 aprile - Jacques Haeko, calciatore francese
- 23 aprile - Lela Javakhishvili, scacchista georgiana
- 23 aprile - Jung Jo-gook, ex calciatore sudcoreano
- 23 aprile - Aleksandra Kostenjuk, scacchista russa
- 23 aprile - Vladimir Lebedev, sciatore freestyle russo
- 23 aprile - Jasna Majstorović, pallavolista serba
- 23 aprile - Enrico Malacarne, hockeista su ghiaccio italiano
- 23 aprile - Jan P. Matuszyński, regista polacco
- 23 aprile - Moose, wrestler e ex giocatore di football americano statunitense
- 23 aprile - Jesse Lee Soffer, attore statunitense
- 23 aprile - Kevin Tancharoen, ballerino, coreografo e regista statunitense
- 23 aprile - Isobel Waller-Bridge, compositrice inglese
- 23 aprile - Akira Watanabe, sportivo giapponese
- 23 aprile - Fumihisa Yumoto, ex saltatore con gli sci giapponese
- 24 aprile - Sekou Baradji, calciatore francese
- 24 aprile - Alan Belcher, ex artista marziale misto statunitense
- 24 aprile - Jérémy Berthod, ex calciatore francese
- 24 aprile - Óscar Díaz González, calciatore spagnolo
- 24 aprile - Lindsey Gort, attrice statunitense
- 24 aprile - Yasmina Hernández, ex pallavolista spagnola
- 24 aprile - Christoph Knie, ex biatleta tedesco
- 24 aprile - Aleksei Muldarov, ex calciatore georgiano
- 24 aprile - Andrew Mwesigwa, ex calciatore ugandese
- 24 aprile - Guirane N'Daw, ex calciatore senegalese
- 24 aprile - Frans Nielsen, hockeista su ghiaccio danese
- 24 aprile - Marina Nigg, ex sciatrice alpina liechtensteinese
- 24 aprile - Vuza Nyoni, calciatore zimbabwese
- 24 aprile - František Ogurčák, pallavolista slovacco
- 24 aprile - Germaine de Randamie, artista marziale mista e ex kickboxer olandese
- 24 aprile - Tyson Ritter, cantante e bassista statunitense
- 24 aprile - Rafael Robayo, ex calciatore colombiano
- 24 aprile - Anthony Soubervie, calciatore francese
- 24 aprile - Marcelin Tamboulas, ex calciatore centrafricano
- 24 aprile - Davíð Viðarsson, ex calciatore islandese
- 24 aprile - Yang Sang-min, ex calciatore sudcoreano
- 24 aprile - Rubén de Eguia, attore, regista e sceneggiatore spagnolo
- 25 aprile - Samuel Amato, hockeista su pista argentino
- 25 aprile - Jillian Bell, comica, attrice e sceneggiatrice statunitense
- 25 aprile - Derrick Byars, ex cestista statunitense
- 25 aprile - Gabriel Cichero, ex calciatore venezuelano
- 25 aprile - Guillermo Cuadra Fernández, arbitro di calcio spagnolo
- 25 aprile - Melonie Diaz, attrice statunitense
- 25 aprile - Sam El Nasa, calciatore cambogiano
- 25 aprile - Simon Fourcade, ex biatleta francese
- 25 aprile - Cosmin Gherman, allenatore di calcio a 5 e ex giocatore di calcio a 5 romeno
- 25 aprile - Markus Hafner, ex hockeista su ghiaccio italiano
- 25 aprile - Kalle Keituri, ex saltatore con gli sci finlandese
- 25 aprile - Anthony Maggiacomo, ex giocatore di football americano e allenatore di football americano canadese
- 25 aprile - Silvia Roggiani, politica italiana
- 25 aprile - Eva Simons, cantante e personaggio televisivo olandese
- 25 aprile - Dallas Soonias, pallavolista canadese
- 25 aprile - Stijn Vandenbergh, ex ciclista su strada belga
- 26 aprile - Tobie Botes, rugbista a 15 italiano
- 26 aprile - Lars Burmeister, modello tedesco
- 26 aprile - Carlos Condit, artista marziale misto statunitense
- 26 aprile - Jökull Ingason Elísabetarson, allenatore di calcio e ex calciatore islandese
- 26 aprile - Lee Humphrey, ex cestista statunitense
- 26 aprile - Mija Martina, cantante bosniaca
- 26 aprile - Ryan O'Donohue, attore e doppiatore statunitense
- 26 aprile - Max Oberrauch, ex hockeista su ghiaccio e allenatore di hockey su ghiaccio italiano
- 26 aprile - Perrig Quéméneur, ex ciclista su strada francese
- 26 aprile - Shandel Samuel, ex calciatore sanvincentino
- 26 aprile - Emily Wickersham, attrice statunitense
- 26 aprile - Marat Xaýrwllïn, ex calciatore russo
- 27 aprile - Ângelo Ricardo Versari, ex calciatore brasiliano
- 27 aprile - Fabien Gilot, ex nuotatore francese
- 27 aprile - Hannes Halldórsson, regista e ex calciatore islandese
- 27 aprile - Jeremy Kench, ex cestista neozelandese
- 27 aprile - Kim Hyung-il, allenatore di calcio e ex calciatore sudcoreano
- 27 aprile - Félix Rodríguez, ex calciatore nicaraguense
- 27 aprile - Francesco Saladino, ex kickboxer e pugile italiano
- 27 aprile - Patrick Stump, cantante, polistrumentista e produttore discografico statunitense
- 27 aprile - Trevor White, ex sciatore alpino canadese
- 28 aprile - Raimonds Gabrāns, ex cestista lettone
- 28 aprile - Victor Golovatenco, ex calciatore moldavo
- 28 aprile - Pedro Leal, rugbista a 15 portoghese
- 28 aprile - Chasan Mamtov, ex calciatore russo
- 28 aprile - Celso Halilo de Abdul, calciatore mozambicano
- 28 aprile - Simone Marzola, attore e doppiatore italiano
- 28 aprile - Deanna Miller, supermodella statunitense
- 28 aprile - Filippo Porcari, ex calciatore italiano
- 28 aprile - Lukáš Rešetár, ex giocatore di calcio a 5 ceco
- 28 aprile - Dmitrij Torbinskij, ex calciatore russo
- 28 aprile - Victoria Bedos, sceneggiatrice, attrice e scrittrice francese
- 28 aprile - Ayuru Ōhashi, doppiatrice giapponese
- 29 aprile - Prof, rapper statunitense
- 29 aprile - Ivan Babić, calciatore croato
- 29 aprile - Ørjan Berg Hansen, calciatore norvegese
- 29 aprile - Taylor Cole, attrice e modella statunitense
- 29 aprile - Giulia Domenichetti, allenatrice di calcio a 5, ex calciatrice e ex giocatrice di calcio a 5 italiana
- 29 aprile - Carlos García Badías, ex calciatore spagnolo
- 29 aprile - Dan Girardi, hockeista su ghiaccio canadese
- 29 aprile - Michał Gołaś, dirigente sportivo e ex ciclista su strada polacco
- 29 aprile - Alessandro Iandoli, ex calciatore svizzero
- 29 aprile - Paulius Jankūnas, ex cestista lituano
- 29 aprile - Lina Krasnoruckaja, ex tennista e telecronista sportiva russa
- 29 aprile - Michele Miarelli, ex giocatore di calcio a 5 italiano
- 29 aprile - Phạm Văn Quyến, ex calciatore vietnamita
- 29 aprile - Sandro Laurindo da Silva, ex calciatore brasiliano
- 29 aprile - Matteo Stefanini, canottiere italiano
- 29 aprile - Vasilīs Xanthopoulos, cestista greco
- 29 aprile - Melike İpek Yalova, attrice turca
- 30 aprile - Seimone Augustus, ex cestista e allenatrice di pallacanestro statunitense
- 30 aprile - Jean Calvé, ex calciatore francese
- 30 aprile - Jamel Chatbi, maratoneta, mezzofondista e siepista marocchino
- 30 aprile - Shawn Daivari, ex wrestler statunitense
- 30 aprile - Santos Escobar, wrestler messicano
- 30 aprile - Kang Ye-sol, attrice sudcoreana
- 30 aprile - Oleh Karamuška, ex calciatore ucraino
- 30 aprile - Peter Kjærsgaard-Andersen, arbitro di calcio danese
- 30 aprile - Peter Larsson, ex calciatore svedese
- 30 aprile - Andra Manson, altista statunitense
- 30 aprile - Mijat Marić, dirigente sportivo e ex calciatore svizzero
- 30 aprile - Risto Mätas, giavellottista estone
- 30 aprile - Roger Mejía, ex calciatore nicaraguense
- 30 aprile - Ivan Santaromita, ex ciclista su strada italiano
- 30 aprile - Steven Schumacher, ex calciatore e allenatore di calcio inglese
- 30 aprile - Brooke Smith, ex cestista statunitense
- 30 aprile - Veaceslav Sofroni, allenatore di calcio e ex calciatore moldavo
- 30 aprile - Marina Squerciati, attrice statunitense
- 30 aprile - William Timmons, politico statunitense
- 30 aprile - Sophie Turner, modella e personaggio televisivo australiana
- 30 aprile - Álex Urtasun, cestista spagnolo
- 30 aprile - Txemi Urtasun, cestista spagnolo
- 30 aprile - Anna Zugno, ex ciclista su strada italiana